# Вазьянский сельсовет
Вазьянский сельсовет — муниципальное образование (сельское поселение) в составе Спасского района Нижегородской области.
Административный центр — деревня Сосновка.

## История
Статус и границы сельского поселения установлены Законом Нижегородской области от 15 июня 2004 года № 60-З «О наделении муниципальных образований - городов, рабочих посёлков и сельсоветов Нижегородской области статусом городского, сельского поселения».
Законом Нижегородской области от 28 августа 2009 года № 154-З сельские поселения Вазьянский сельсовет и Сосновский сельсовет объединены в сельское поселение Вазьянский сельсовет с центром в деревне Сосновка.

## Население
| 2002 | 2010 | 2012 | 2013 | 2014 | 2015 | 2016 |
| ---- | ---- | ---- | ---- | ---- | ---- | ---- |
| 1498 | ↘995 | ↘934 | ↘917 | ↘873 | →873 | ↘867 |
| 2017 | 2018 | 2019 | 2020 | 2021 |      |      |
| ↘846 | ↘815 | ↘798 | ↘781 | ↗799 |      |      |

## Состав сельского поселения
| №  | Населённый пункт | Тип населённого пункта          | Население |
| -- | ---------------- | ------------------------------- | --------- |
| 1  | Бутениха         | деревня                         | ↘4        |
| 2  | Вазьянка         | село                            | ↘398      |
| 3  | Грязновка        | деревня                         | ↘22       |
| 4  | Дюжаковка        | посёлок                         | ↘0        |
| 5  | Красные Мары     | посёлок                         | ↘0        |
| 6  | Низовка          | село                            | ↘70       |
| 7  | Прудищи          | село                            | ↘83       |
| 8  | Саблуково        | деревня                         | ↘24       |
| 9  | Сосновка         | деревня, административный центр | ↘218      |
| 10 | Старое Дружково  | деревня                         | ↘176      |